# Isiro
Isiro  (udtales: iˈsiro) er hovedstaden i Haut-Uele-provinsen i den nordøstlige del af Den Demokratiske Republik Congo. Den ligger mellem den tropisk regnskov og savannen, og dens vigtigste ressource er kaffe. Isiros befolkning anslås til cirka 182.000.

## Historie
Isiro blev opkaldt Paulis efter oberst, senere diplomat, Albert Paulis, da det var en del af Belgisk Congo. Byen nåede sit højdepunkt i 1957. I de urolige dage af Congos uafhængighed og dens eftervirkninger bragte operationen Black Dragoon kampe mellem belgiske faldskærmstropper og lokale Simbamilitser.
I 1998 blev Isiro hjemsted for et nyoprettet Dominikansk-drevet universitet kaldet Université de l'Uélé. Det er den tredje by i Orientale-provinsen (efter Kisangani og Bunia), der har et universitet.
I 2015 blev Isiro hovedstad i provinsen Haut-Uele, med Lola Kisanga som guvernør (2015-2019).